# Filipino Premier League
Filipino Premier League a fost primul eșalon din sistemul competițional fotbalistic din Filipine. Liga a fost anunțată pe 2 august 2008 și a început pe 21 septembrie 2008. A fost desființată după sezonul inaugural.

## Echipe
- Arirang F.C.
- Ateneo F.C.
- Diliman F.C.
- Giligan's F.C.
- Mendiola United F.C.
- Pasargad F.C.
- Philippine Army F.C.
- Union F.C.

## Clasamentul sezonului 2008[1]
Sezonul a început pe 21 septembrie și s-a terminat pe 14 decembrie 2008.
1. Giligan's             6  4  2  0 19-10 14  Calificată
2. Philippine Army       6  4  2  0 14- 6 14  Calificată
3. Mendiola United       5  3  1  1 29- 7 10  Calificată
4. Pasargad              6  3  0  3 13- 9  9  Calificată
5. Ateneo                7  3  0  4 12-16  9
6. Arirang               5  2  0  3 10-21  6
7. Diliman               6  1  0  5  4-19  3
8. Unión                 5  0  1  4  5-18  1

### Finală
Pe 14 decembrie 2008, Philippine Army  a învins-o pe Giligan's F.C., cu scorul de 2–0, pentru a câștiga titlul.